# San Benedetto in Piscinula

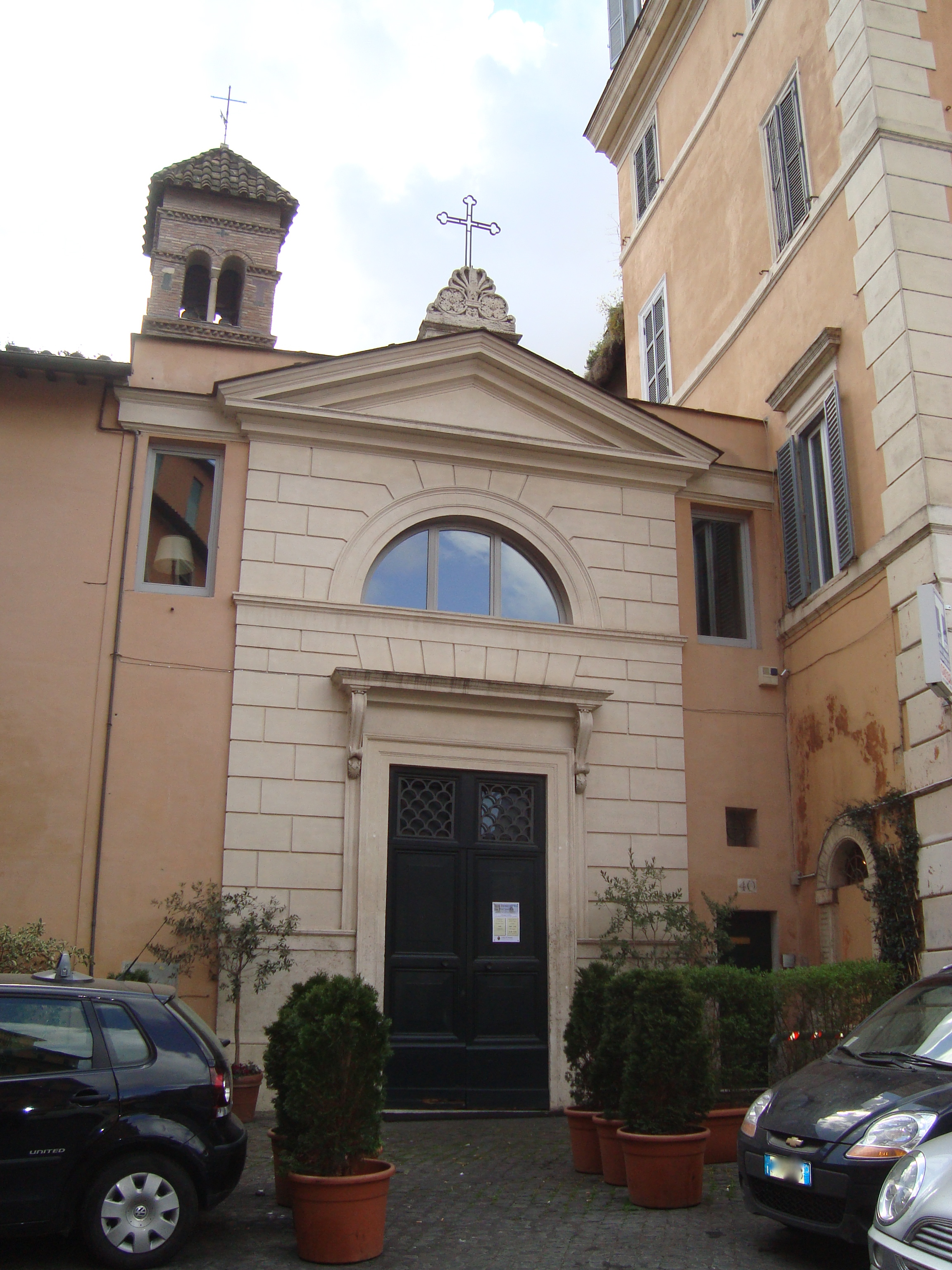
San Benedetto in Piscinula

San Benedetto in Piscinula ist eine römisch-katholische Kirche in Trastevere, im XIII. Rione (Stadtteil) von Rom.
Die Kirche an der Piazza in Piscinula wurde im 11. Jahrhundert auf den Ruinen eines antiken Hauses (domus Aniciorum) erbaut, das der Familie des Benedikt von Nursia gehörte.
Ebenfalls aus dem 11. Jahrhundert stammte der Glockenturm. Im Innenraum der kleinen Kirche ist eines der ältesten Mosaiken im Stil der Kosmaten aus der ersten Hälfte des 12. Jahrhunderts zu sehen.
Die Kirche wurde 2003 der geistlichen Gemeinschaft der Herolde des Evangeliums (Evangelii Praecones; EP), einer Vereinigung päpstlichen Rechts, zur Nutzung anvertraut.

## Einzelbelege
1. ↑  Diözese Rom
2. ↑  Chiesa di San Benedetto in Piscinula, arautos.org, abgerufen am 22. Januar 2014

Koordinaten: 41° 53′ 20,4″ N, 12° 28′ 36,7″ O